# شهرستان ونتس
شهرداری ونتس (به لاتین: Venets Municipality) یک سکونتگاه مسکونی در بلغارستان است که در استان شومن واقع شده‌است.

## خصوصیات
ونتس مونیکیپلیتی ۲۲۲٫۵۶ کیلومترمربع مساحت و ۶٬۹۰۵ نفر جمعیت دارد.